# Hannelore Grünberg-Klein
Hannelore Grünberg-Klein (8. Juni 1927 in Berlin – 9. Februar 2015 in Amsterdam) war eine deutsche Holocaust-Überlebende, die einzige Überlebende ihrer Familie. Sie war ab den 1990er Jahren schriftstellerisch tätig. Ihre Memoiren – Zolang er nog tranen zijn – erschienen erst 2015, kurz nach ihrem Tod.

## Leben und Werk
Hannelore Klein wuchs mit ihren Eltern in Berlin auf. Aufgrund der jüdischen Herkunft musste die Familie 1939 Hitler-Deutschland verlassen und flüchten. Im Mai 1939 gingen die Kleins, gemeinsam mit 903 weiteren Emigranten, an Bord der St. Louis. Das Schiff nahm Kurs auf Kuba, ankerte eine Woche lang vor Havanna, doch trotz internationaler Appelle wurden die Passagiere nicht ins Land gelassen. Auch die USA und Kanada verweigerten die Aufnahme der Flüchtlinge. Die Irrfahrt der St. Louis führte schließlich zurück nach Europa. In Antwerpen, wo die St. Louis am 17. Juni 1939 andockte, wurden die Passagiere von Bord gelassen und auf Belgien, die Niederlande, Frankreich und Großbritannien aufgeteilt. Die Familie Klein zählte zum niederländischen Kontingent. Ein Jahr später überfiel Hitler-Deutschland die Benelux-Staaten, die Familie Klein wurde verhaftet und am 1. Juli 1940 im Durchgangslager Westerbork interniert. Die Kleins blieben dreieinhalb Jahre in Westerbork, Hannelore ging dort zur Schule und zählte zum Schülerkreis. Am 18. Januar 1944 wurde die Familie in das KZ Theresienstadt deportiert und wenig später in das KZ Auschwitz. Dort wurde die Familie getrennt. Nur Hannelore konnte die Shoah überleben, denn sie kam kurz nach der Ankunft in Auschwitz in ein Arbeitslager nach Freiberg in Sachsen, wo die Verpflegung etwas besser war. In den letzten Kriegstagen wurde sie in das KZ Mauthausen verschleppt, wo sie beinahe verhungerte. Nach dem Untergang des NS-Regimes und der Befreiung Mauthausens Anfang Mai 1945 wurde sie in ein Repatriierungscamp in Frankreich geschickt und erfuhr erst dort, was ihrer Familie widerfahren war.
Sie kehrte nach Amsterdam zurück, heiratete und bekam zwei Kinder; eine Tochter und einen Sohn. In den 1990er-Jahren schrieb sie für ihre Kinder ihre Erinnerungen an Vertreibung, Exil, Verhaftung, Deportation und Konzentrationslager auf. Sie schrieb nieder, worüber sie nicht sprechen konnte. Ihr Sohn, der niederländische Schriftsteller Arnon Grünberg, entdeckte in den 2010er Jahren die Memoiren und fand einen Verlag. Im Alter von 87 Jahren erhielt Hannelore Grünberg-Klein einen Buchvertrag, starb aber kurz vor der Veröffentlichung. Der Sohn bezeichnete einmal sein eigenes Werk als „eine Fussnote zum Leben meiner Mutter“.

## Buchpublikation
- Zolang er nog tranen zijn, [Solange es noch Tränen gibt], Singel Uitgeverijen April 2015
- [Deutschsprachige Version] Ich denke oft an den Krieg, denn früher hatte ich dazu keine Zeit, übersetzt von Marianne Holberg, Kiepenheuer & Witsch 2016

## Einzelnachweis
1. ↑  WOZ Die Wochenzeitung: «Eine Fussnote zum Leben meiner Mutter», 13. Oktober 2016

| Personendaten    | Personendaten                              |
| ---------------- | ------------------------------------------ |
| NAME             | Grünberg-Klein, Hannelore                  |
| KURZBESCHREIBUNG | deutsche Holocaust-Überlebende und Autorin |
| GEBURTSDATUM     | 8. Juni 1927                               |
| GEBURTSORT       | Berlin                                     |
| STERBEDATUM      | 9. Februar 2015                            |
| STERBEORT        | Amsterdam                                  |